# Anchomanes dalzielii
Anchomanes dalzielii — многолетнее травянистое клубнелуковичное растение, вид рода Анхоманес (Anchomanes) семейства Ароидные (Araceae).

## Ботаническое описание
Клубнелуковичное травянистое растение.

### Листья
Лист один. Черешок 0,6—11 см длиной, с шипами.
Листовая пластинка трёхраздельная. Листочки 20—38 см длиной, 15—45 см шириной, вильчатой формы, перисторассечённые, гладкие; нижние сегменты широко-овальные, косоострые или заострённые; крайние сегменты клиновидные или клиновидно-продолговатые, двурогие.

### Соцветия и цветки
Цветоножка удлинённая, с шипами.
Покрывало 20—22 см длиной, у основания свёрнутое, выше вогнуто-ланцетовидное, острое, гладкое, белое.
Початок 13—15 см длиной, 1,5 см шириной, цилиндрический, тупой. Женская часть 2—3 см длиной, 1,5 см толщиной; завязь продолговатая или яйцевидно-продолговатая, полуусечённая на вершине, резко контрастирует со столбиком 1 мм длиной, гладким.

## Распространение
Встречается от Западной тропической Африки до Судана, Замбии и Зимбабве: Бенин, Гана, Кот-д'Ивуар, Нигерия, Камерун.